# Nightmare (groupe français)
Pour les articles homonymes, voir Nightmare.
Nightmare est un groupe de power metal français, originaire de Grenoble. Le groupe est particulièrement influencé par le phénomène New wave of British heavy metal autrefois émergeant au Royaume-Uni durant les années 1980, et se lance en jouant  initialement du heavy metal, puis change plus tard pour du power metal accompagné d'éléments de death et de thrash.

## Biographie

### Première période (1979–1987)
Nightmare se forme en 1979 à Grenoble, en Rhône-Alpes,, et se fait connaître en faisant la première partie de Def Leppard à l'Alpexpo de Grenoble,, en 1983 devant 5 000 personnes. Le groupe signe ensuite chez Ebony Records, label sur lequel sort l'album Waiting for the Twilight. L'album entre dans les classements musicaux au Japon[réf. nécessaire], et est distribué en Grèce par Virgin Records. Nightmare remplace Christophe Houpert par Jean-Marie Boix pour l'enregistrement de Power of the Universe. Peu de temps après, le groupe met fin à sa collaboration avec Ebony Records et l'album est réédité en France par Dream Records. Leur nouveau label subit alors des difficultés financières ce qui retarde la sortie d'un long play sur lequel le groupe travaillait. Par ailleurs, Jean-Marie Boix est contraint de quitter le groupe à cause de problèmes de santé. Il est remplacé par Tom Jackson (ex-Praying Mantis) dont on[Qui ?] espère que ses qualités vocales, et sa maîtrise de la langue anglaise aideront au succès de Nightmare outre-manche. Une démo de deux titres est mise en boîte et Nightmare enchaîne quelques shows en France et en Angleterre qui recueillent un succès honnête. L'histoire s'arrête pourtant là, des dissensions entre les musiciens entraînant la dissolution du groupe en 1987.

### Retour (1999–2008)
Nightmare renaît de ses cendres en 1999 avec une formation remaniée,. Jo Amore, anciennement batteur, prend le poste de chanteur et laisse les baguettes à son frère cadet, David. Le groupe signe un contrat avec Adipocère et fait paraître un mini-album Astral Deliverance enregistré en hommage à Jean-Marie Boix décédé quelques mois auparavant. Par ailleurs, les anciens albums sont réédités par Brennus Records. Nightmare sort dans la foulée un double-live (Live Deliverance) qui immortalise le concert de reformation donné le 30 octobre 1999 au Summum de Grenoble. C'est le premier double-live sorti par un groupe de metal français. Nightmare prend part également au festival des Artefacts à Strasbourg ainsi qu'au prestigieux Wacken Open Air en 2000. À la fin de l'année, Nightmare officialise sa collaboration avec Napalm Records et débute en juin 2001 l'enregistrement de Cosmovision au Soundsuite Studio sous la houlette de Terje Refnes, connu entre autres pour son travail avec Theatre of Tragedy, Enslaved, Carpathian Forest. Le guitariste Patrick Rondat fait une apparition en tant qu'invité sur le premier titre Spirit of the Sunset. Le groupe part ensuite pour une petite tournée avec Saxon en France et en Italie et ouvre à Grenoble pour Grave Digger qui joue à cette occasion son tout premier concert en France. Par ailleurs, Alex Hilbert remplace Jean Stripolli et Stephane Rabilloud quitte son poste de claviériste. L'année suivante, Nightmare s'envole pour les États-Unis pour participer au Metal Meltdown Festival avec notamment Manowar et Saxon. Revenu en Europe, il ouvre pour Blind Guardian sur les dates de Lyon et de Paris et est à l'affiche de plusieurs festivals dont le Wacken Open Air.
En 2003, Nightmare retourne au Soundsuite Studio pour enregistrer un concept album, Silent Room et enchaîne début 2004 avec une tournée européenne (France, Espagne et Belgique) en compagnie de After Forever et de Dark Moor et avec quelques festivals comme le Rotonde Festival et le Raismes Fest[source secondaire souhaitée]. Quelque temps plus tard, Nightmare met fin à l'amiable à sa collaboration avec Napalm Records[source secondaire souhaitée]. En fin d'année, Nicolas De Dominicis, membre historique de Nightmare, s'éloigne du groupe et est remplacé par Franck Milleliri. Un contrat est signé avec Regain Records pour l'enregistrement de The Dominion Gate, toujours au Soundsuite Studio avec Terje Refnes. Une tournée consistante s'ensuit en 2006, accompagnée comme lors de la précédente d'After Forever. Elle visite la France, l'Espagne, le Royaume-Uni, la Belgique, les Pays-Bas et l'Italie. Le groupe fait également une date à Tel Aviv. Nightmare répond présent lors des festivals d'été, notamment au Hellfest, Alex Hilbert ne pouvant assurer ce concert c'est JC Jess qui s'occupera de la guitare[source secondaire souhaitée]. En août 2008 Alex Hilbert décide de quitter le groupe pour « raison personnelle » après six ans de service. Il sera remplacé par Jean Christophe Lefevre.

### Insurrectionet albums suivants (depuis 2009)
En septembre 2009, Nightmare fait paraître son septième album, Insurrection, dans leur nouveau label AFM Records, après l'annonce de la liste des pistes et sa couverture. Cet album, beaucoup plus direct, vaudra au groupe de nombreuses bonnes réactions de la part de la presse et du public. Le groupe fait l'objet d'un reportage sur la version locale, Rhône-Alpes Auvergne, de France 3 le mois suivant[réf. nécessaire]. Le 31 octobre 2009, un concert anniversaire est organisé pour les 30 ans du groupe à la salle Edmond Vigne à Grenoble d'où le groupe est originaire. Ce concert est filmé pour une sortie DVD début 2011.
Le groupe participe à l'édition 2010 du Wacken Open Air et prépare une tournée en Amérique du Sud. Un huitième album est par la suite annoncé en cours de composition durant janvier 2012. Intitulé The Burden of God, il sort le 18 mai 2012, que La Grosse Radio, notamment, se permet de qualifier de « coup de maître ». Quelques mois avant la sortie de l'album, J.-C. Lefevre (guitare) se voit contraint de quitter Nightmare à cause de son emploi du temps qui l'empêche de s'occuper de son projet solo. Il est donc remplacé au pied levé par le guitariste Matt Asselberghs. S'ensuit une tournée européenne qui commence par quelques dates dans leur ville natale, Grenoble, puis quelques concerts dans des festivals tels que le Motocultor Festival à Theix (Bretagne), ou encore le Rockstad : Falun en Suède. En mai 2014, le groupe fait paraître l'album The Aftermath,.
En juillet 2015, les frères Jo Amore (chant) et David Amore (batterie) quittent Nightmare et cessent toute collaboration avec Yves Campion (basse). La nouvelle vocaliste Magali Luyten (Beyond the Bridge, Master Of Waha, Ayreon, ex-Virus IV) et le nouveau batteur Olivier Casula (Sangdragon (live), ex-The Seven Gates) sont annoncés en octobre 2015.
En 2018, Olivier Casula, gravement blessé au bras, doit se mettre en retrait du groupe pour une période indéterminée. Il est remplacé au poste de batteur par Niels Quiais. En 2019, à la suite du départ de Magali Luyten, la formation recrute la chanteuse Madie. Ce line-up publie l'album Aeternam en 2020.
En août 2022, le groupe annonce dans un communiqué se séparer de la chanteuse Madie. Elle est remplacée en octobre de la même année par Barbara Mogore. 

## Membres

### Membres actuels
- Franck Milleliri – guitare (depuis 2004)
- Matt Asselberghs – guitare (depuis 2012)
- Yves Campion – basse (1979-1988, depuis 1999)
- Niels Quiais – batterie (depuis 2018)
- Barbara Mogore - chant (depuis 2022)

### Anciens membres
- Madie – chant (2019-2022)
- Jo Amore – batterie (1980-1987), chant (1999-2015)
- David Amore – batterie (1999-2015)
- Loic Ribaud – batterie (1979-1980)
- Hervé Mosca – guitare (1979-1980)
- Pierre-Louis Longequeue – guitare (1979-1980)
- Étienne Stauffert – chant (1979-1980)
- Nicolas De Dominicis – guitare (1981-1988, 1999-2004)
- Eric Caneiro – guitare (1981-1982, 1983-1984)
- Roland Fontana – chant (1981-1983)
- Olivier Haurillon – guitare (1982-1983)
- Christophe Houpert – chant (1983-1984)
- Jean Stripolli – guitare (1984-1987, 1999-2002)
- Jean-Marie Boix – chant (1985-1986 : décédé en 1999)
- Laurent Stripolli – batterie (1987)
- William Bigolin – batterie (1987-1988)
- Patrick Gorlier – guitare (1987-1988)
- Tom Jackson – chant (1987-1988)
- Stéphane Rabilloud – claviers (1999-2001)
- Alex Hilbert – guitare (2002-2008)
- J.C. Lefevre – guitare (2008-2011)
- Olivier Casula – batterie (2015-2018)
- Magali Luyten – chant (2015-2019)

## Discographie

### Albums studio
- 1984 : Waiting for the Twilight
- 1985 : Power of the Universe
- 2001 : Cosmovision
- 2003 : Silent Room
- 2005 : The Dominion Gate
- 2007 : Genetic Disorder
- 2009 : Insurrection[22]
- 2012 : The Burden of God
- 2014 : The Aftermath
- 2016 : Dead Sun
- 2020 : Aeternam
- 2024 : Encrypted

### EPs et albums live
- 1999 : Astral Deliverance (mini CD)
- 2000 : Live Deliverance (live)
- 2011 : One night of Insurrection (live)

### DVD
- 2011 : One Night of Insurrection